# David Sankoff
David Sankoff, né le 31 décembre 1942, est un mathématicien, bioinformaticien, informaticien et linguiste canadien. Professeur au département de mathématiques et statistiques de l'Université d'Ottawa, détient la chaire de recherche du Canada en génomique mathématique, tout en étant membre du département de biologie et de l'école des sciences de l'information. Il a lancé la revue scientifique "Language Variation and Change" (Cambridge) et est membre des comités éditoriaux de plusieurs revues scientifiques dans les domaines de la bioinformatique, de la biologie computationnelle et de la linguistique. David Sankoff est reconnu comme un pionnier en linguistique computationnelle et en génomique computationnelle, et comme l'un des pères fondateurs de la bioinformatique. Il a notamment joué un rôle important dans l'introduction de la programmation dynamique pour la résolution de problèmes comme l'alignement de séquences. Il a également été à l’origine des recherches sur le repliement des ARN, la reconstruction phylogénétique, les réarrangements génomiques, et bien des aspects de la génomique comparative. Selon 
Pavel Pevzner, Sankoff et Michael Waterman ont transformé la bioinformatique d'une ‘collection des timbres' de problèmes mal définis à une discipline rigoreuse avec des applications biologiques importantes. Il a été l'époux de la sociolinguiste Gillian Sankoff.

## Carrière académique
David Sankoff publie son premier article scientifique en 1963 alors qu'il est étudiant en mathématiques à l'Université McGill. Dès son doctorat, il formalise rigoureusement plusieurs concepts importants en socio-linguistique et en linguistique historique, comme la glottochronologie.
Après avoir obtenu son doctorat en mathématiques, David Sankoff obtient un premier poste à l'Université de Montréal en 1969. En 1971, il met au point la première version de l'algorithme de l'algorithme de Needleman-Wunsch ayant une complexité en temps quadratique.  En 1973, avec Robert Cedergren, David Sankoff mit au point une méthode d'estimation conjointe d'un alignement de séquences et d'un arbre phylogénétique, posant ainsi les bases de la génomique comparative. En 1980, Robert Cedergren et David Sankoff fondent le premier groupe de recherche en bioinformatique a l'Université de Montréal. David Sankoff travaille sur des problèmes de structure secondaire, réarrangement de génomes, alignement de séquences, évolution des génomes et de phylogénétique.

## Prix
- Sankoff est le premier récipiendaire du prix International Society for Computational Biology's Senior Scientist Award en 2003.
- Membre honoraire de la Société royale du Canada (1995)
- Fellow de l'International Society for Computational Biology
- Prix Marcel-Vincent (1977)[10]
- Ontario Distinguished Researcher Award (2002)
- Weldon Memorial Prize (2004)
- University of Ottawa Excellence in Research Award[11] (2013)